# ラティスフェンス
ラティスフェンス（lattice fence）は、DIY等で使われる、木製の柵。
家庭のガーデニングでよく使われるアイテムであり、1990年代後半のガーデニングブームで知られるようになった。
『ラティス』と略して呼ぶことが多い。

## 概要
本来は名前が著すように柵であり、主にウッドデッキ等の柵として使われていた。しかしながら、ガーデニングブームになり、日本特有の土地の狭い家屋や団地など集合住宅等のベランダに取り付け、壁掛けプランターの壁掛けアイテムとして使われるようになった。

## 関連記事
- 柵
- 造園
- 園芸